# Gerard van Wattripont
Gerard II van Wattripont (1215-1301) was heer van Wattripont, Amengijs, Rozenaken en Ronse en was gehuwd met Mahaut de Comines.
Gerard van Wattripont (Gerard de Waudrupont) werd als heer van Ronse door de abdij Kornelimünster aangesteld als ondervoogd van het Tenement, en verleende de nederzetting in 1240 een stadskeure. In ruil voor deze stadsrechten brachten de Ronsenaars hem elk jaar hulde in een erkentelijkheidceremonie. Vandaag de dag wordt op Drievuldigheidszondag tijdens de Fiertel nog steeds het reliekschrijn van Sint-Hermes rond de stad gedragen.
Daarnaast wordt door de burgemeester van Ronse een peperkoek (de "Crucoucke") overhandigd aan de graaf van Béthune, afstammeling van Gerard van Wattripont. Op de peperkoek bevinden zich twee ineengestrengelde handen en de letters R (Ronse) en W (Wattripont). Dit zou een overblijfsel zijn van de verzoening tussen de heer van Wattripont en de baron van Ronse na een hevige ruzie waarbij de baron wilde aantonen dat de heer van Wattripont niet de hoogste magistraat was in Ronse.

## Familie
Gerard de Wattripont trouwde twee keer. Hij trouwde een eerste keer met Mahaut de Comines, dochter van Boudewijn de Commines (ca. 1180- ) en hadden één zoon:
- Jean van Wattripont (ca. 1235- )

Jan trouwde een tweede keer met Catherine de Pontrohart (ca. 1220-1311) en hadden één zoon:
- Gilles van Wattripont (ca. 1245- )

In 1256 wordt Gerard vermeld als getuige van de erfenis van een leengoed gelegen in Kain van Arnould van Mortagne, heer van Doornik, aan Jan van Oudenaarde (1220- 12 december 1293).